# 2009年臺灣
|        | 臺灣歷史 \| 台灣歷史年表 |
| 世纪： | 20世纪臺灣 \| 21世纪臺灣 \| 22世纪臺灣 |
| 年代： | 1970年代臺灣 \| 1980年代臺灣 \| 1990年代臺灣 \| 2000年代臺灣 \| 2010年代臺灣 \| 2020年代臺灣 \| 2030年代臺灣                                           |
| 年份： | 2004年臺灣 \| 2005年臺灣 \| 2006年臺灣 \| 2007年臺灣 \| 2008年臺灣 \| 2009年臺灣 \| 2010年臺灣 \| 2011年臺灣 \| 2012年臺灣 \| 2013年臺灣 \| 2014年臺灣 |
| 纪年： | 己丑年（牛年）、中華民國98年 |

## 政府

### 國家正副元首

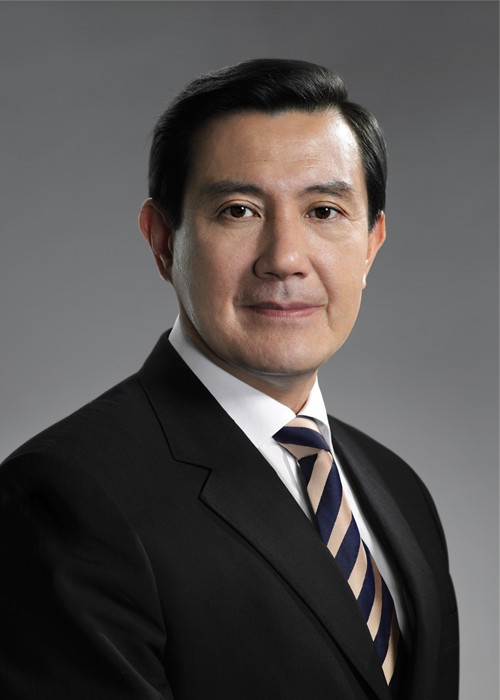
總統：馬英九
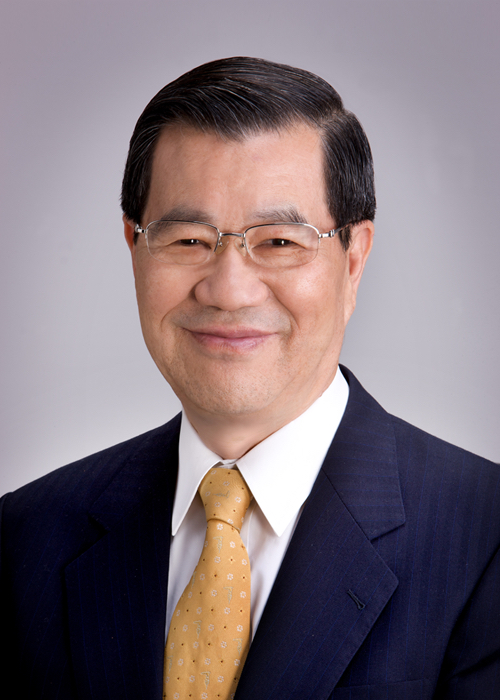
副總統：蕭萬長

### 五院首長

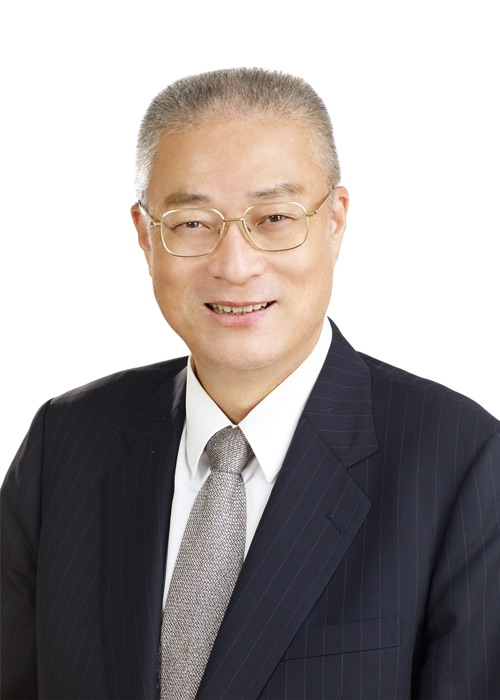
行政院院長：吳敦義
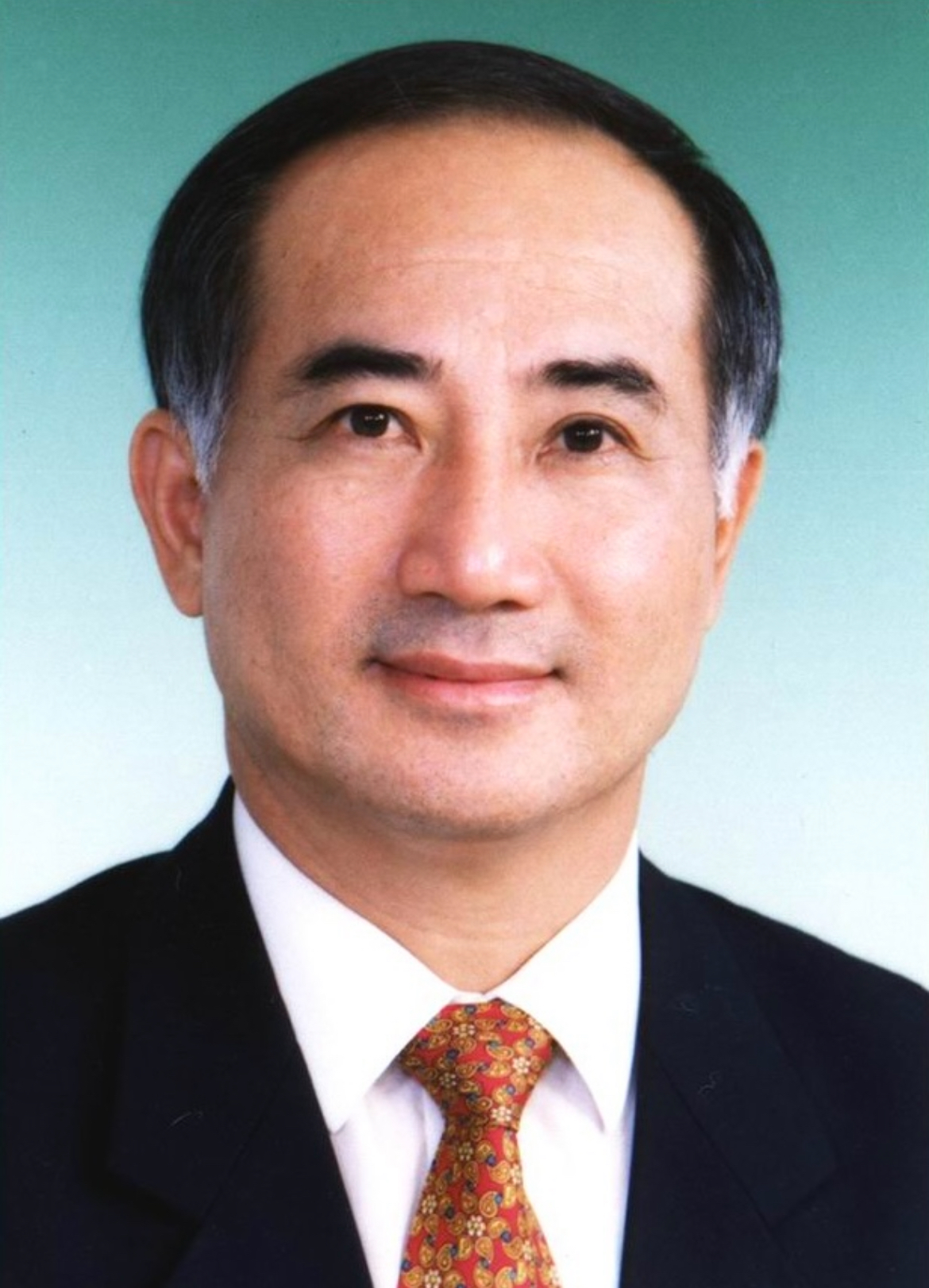
立法院院長：王金平
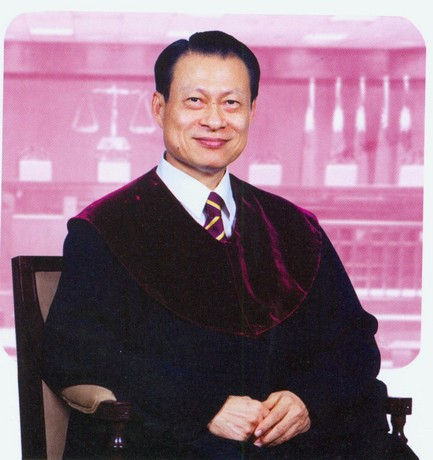
司法院院長：賴英照
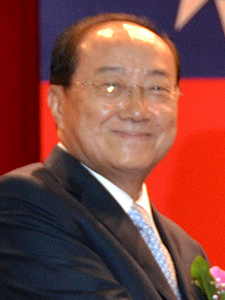
考試院院長：關中
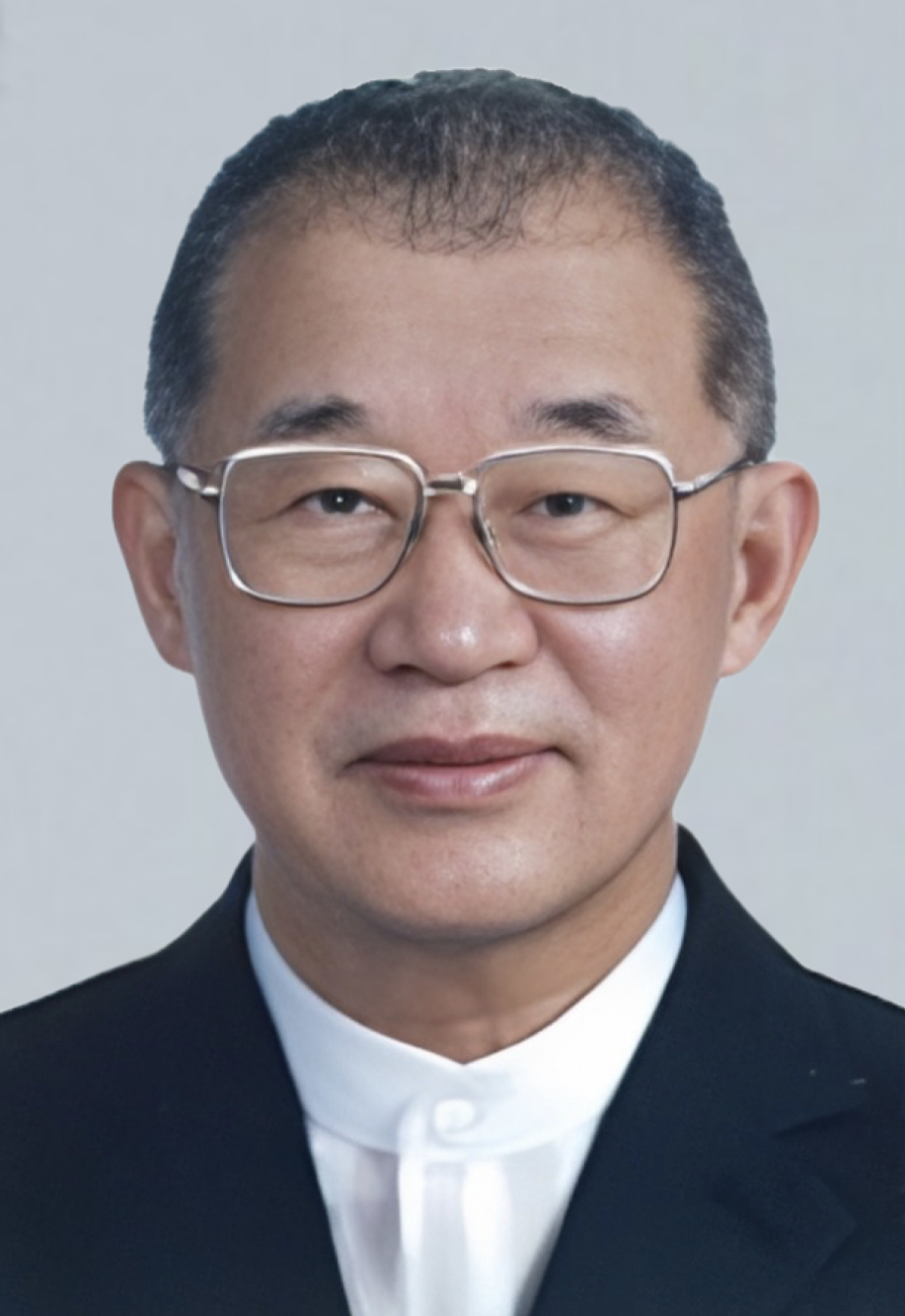
監察院院長：王建煊

### 省政府主席

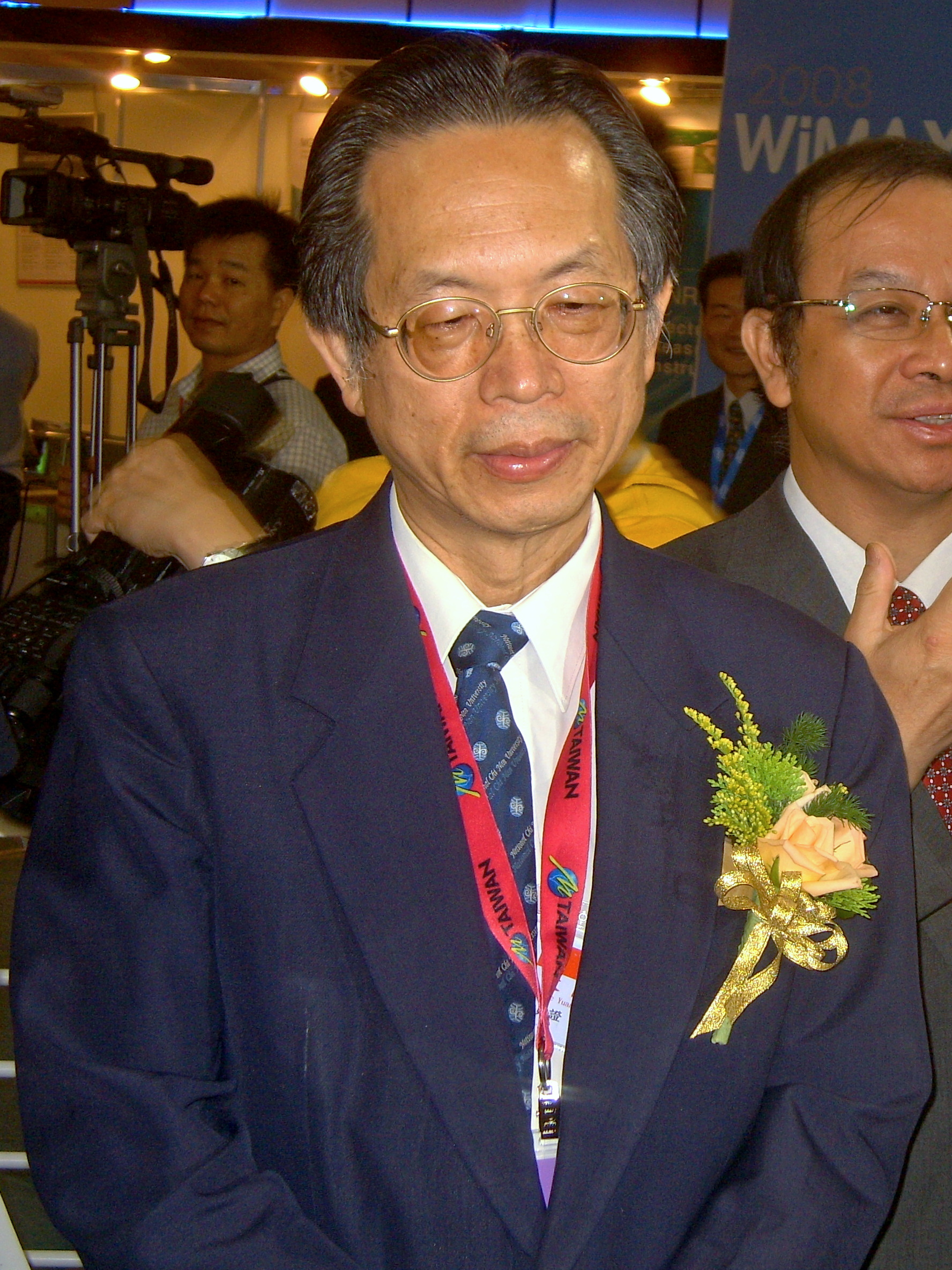
臺灣省政府主席：張進福
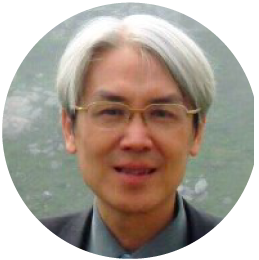
福建省政府主席：薛承泰

### 成員變動

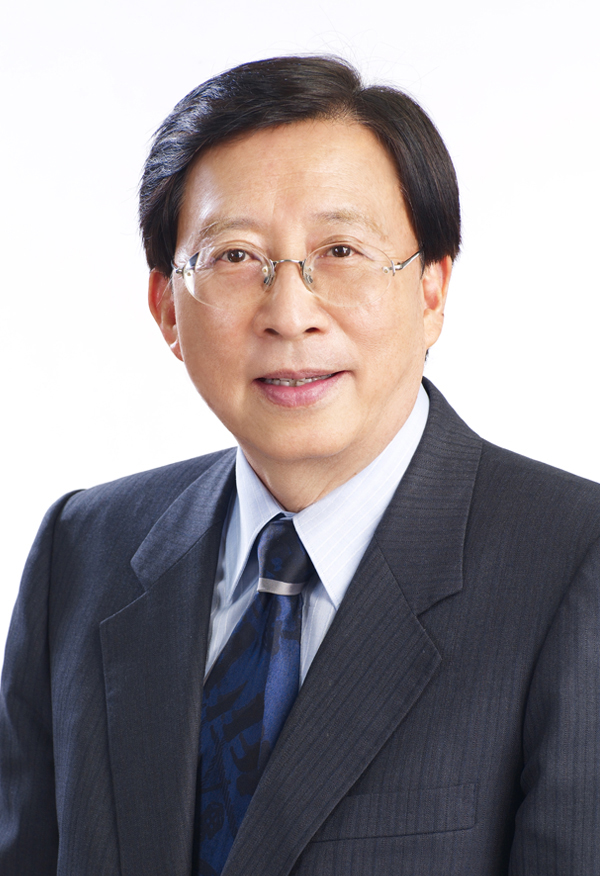
行政院院長：劉兆玄（內閣總辭）
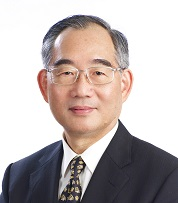
臺灣省政府主席：蔡勳雄（轉任行政院經濟建設委員會主任委員）
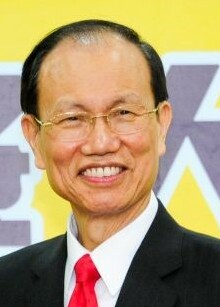
福建省政府主席：薛香川（辭職）

## 大事記

### 1月
- 1月4日，為鼓勵國中學生就近就讀高中、並為十二年國教鋪路，教育部自今年起擴大辦理高中免試入學，從原試辦的21所偏遠地區高中再納入全國107所優質化高中，可以免參加國中基測、僅採用國中在校成績即可入學。預計應屆國三畢業生將首先適用。
- 1月4日，台南都會公園啟用。
- 1月5日，立法委員李慶安雙重國籍案，台北地檢署將李慶安改列偵字案貪污被告，並限制出境、出海。
- 1月5日，移民署位於桃園機場的兩套境管電腦於清晨5時全部當機，造成除小港機場、高雄港外入出境查驗改為人工作業，約七萬名旅客受到影響。
- 1月7日，財政部宣佈上月進、出口值較去年同期分別衰退44.6%、41.9%，雙雙創下歷年最大跌幅；中央銀行宣佈調降利率2碼為1.5%。
- 1月8日，原國民黨籍的立法委員李慶安因雙重國籍案宣布辭職，其遺缺將於三個月內舉行補選。
- 1月11日，《菸害防治法》新法正式實施，高中職以下學校、醫療機構室內外全面禁菸，政府機關、三人以上共用之室內辦公室全面禁菸，餐廳、旅館、商場等等場所，除吸菸室外不得吸菸，在禁菸場所吸菸者最高可處1萬元罰鍰，禁菸場所未設置標示或供應與吸菸有關器物，最高可處5萬元罰鍰。實施首日總計開出37件告發單。
- 1月13日，立法院第七屆第二會期結束，本會期總計通過《民法》物權編修正案、《離島建設發展條例》修正案、《國際機場園區發展條例》等89項議案，但98年度中央政府總預算案則未能通過。
- 1月13日，前中信鯨球員倪福德正式加盟美國職棒大聯盟底特律老虎隊，成為首位挑戰美國職棒的中華職棒球員。
- 1月14日，總統府爆發共諜案，首次遭台北地檢署搜索，涉案的總統府專門委員王仁炳、前國會助理陳品仁於15日凌晨遭台北地方法院裁定收押禁見。
- 1月16日，受到多次風災而停駛將近半年的阿里山森林鐵路，即日起以接駁方式通車。
- 1月18日，消費券進行第一階段發放，約有2117萬人完成領取，發放率達到91%。
- 1月21日，98年大學學科能力測驗登場，首日共有14.1萬名考生應試，缺考率1.52%。
- 1月22日，行政院主計處公佈2008年12月失業率達5.03%，創下自2003年10月以來新高。
- 1月22日，世界羽球聯盟公佈最新世界排名，台灣女雙搭檔簡毓瑾／程文欣登上世界第一寶座。
- 1月23日，大法官會議做出《釋字第654號解釋》，認定《羈押法》規定看守所於羈押被告與律師律見時全程錄音、錄影且得作為呈堂證供屬違憲行為，相關規定自5月1日起失效。
- 1月24日，曾以「幸福牌手提收錄音機」聞名的永福科電在無預警的狀況下聲請破產。
- 1月26日，經過一個月的檢疫期，中國大陸贈予台灣的大貓熊團團、圓圓正式在春節假期於台北市立動物園與民眾見面。
- 1月28日，知名演員阿匹婆凌晨於睡夢中辭世，享壽90歲。

### 2月
- 2月1日，經濟部預計今年將以中油、台電為對象，推動「國營事業改造計畫」，兩家事業機構的組織文化、人力、財務、生產製程、產品與形象將被要求全面重新檢討改善，部長尹啟銘並表示「兩家事業負責人不排除更換」。
- 2月2日，總統馬英九核定軍方高階將領人事，參謀總長霍守業調任總統府戰略顧問，遺缺由國防部軍備副部長林鎮夷升任；陸軍司令趙世璋調任國防部軍備副部長，其遺缺由總政治作戰局長楊天嘯接任。相關人事自2月5日生效。
- 2月3日，法鼓山創辦人聖嚴法師，下午因器官衰竭病逝台大醫院，享壽80歲。
- 2月6日，中央選舉委員會依據美國國務院最新函文，認定李慶安未曾放棄美國國籍，決議撤銷其第7屆台北市議員、第4至6屆立法委員之當選人名單公告、註銷當選證書。
- 2月9日，財政部公布上月出口值123.7億美元、進口值89.7億美元，分別較去年同月減少44.1%、56.5%，再度創下史上最大減幅；其中出口值已是連續五個月呈現衰退。
- 2月10日，台北地方法院審理國務機要費案、陳水扁家庭洗錢疑案、竹科龍潭購地案、南港展覽館案等扁家弊案，前第一夫人吳淑珍下午在兒子陳致中的陪同下，睽違787天後再度出庭應訊，並坦承部分罪行。
- 2月18日，行政院主計處公布去年經濟成長率為0.12%，並大幅下修今年預測經濟成長率至-2.97%；中央銀行緊急宣布降息一碼。
- 2月21日，2009年世界棒球經典賽28人正選名單公布，倪福德、李振昌、高志綱、彭政閔、林益全、林威助等球員將代表台灣參加3月5日開打之世界棒球經典賽。
- 2月24日，台北地方法院審理國務機要費案、扁家洗錢疑案、竹科龍潭購地案、南港展覽館案等扁家弊案，傳喚前總統陳水扁出庭應訊。陳前總統在庭上批評檢方辦案立場不公，並針對前總統李登輝、時任總統馬英九等藍綠政治人物不斷爆料，但對於檢方指控的各項罪行則全盤否認。
- 2月26日，行政院主計處公布上月失業率為5.31%，創下歷年同月新高，失業人數約57.8萬人，再創歷史新高。
- 2月27日，國民黨立委江連福當選無效之訴，台中地方法院一審判決其當選無效，全案仍可上訴。
- 2月27日，前總統陳水扁聲請停止羈押遭台北地方法院駁回一案，經其律師團抗告成功，台灣高等法院裁定發回台北地方法院更為裁定。

### 3月
- 3月2日，台北市白雪大旅社凌晨發生大火，火勢雖於半小時內受到控制，但卻造成7死1重傷的慘劇，初步朝向人為縱火方向偵辦。
- 3月2日，受亞洲貨幣競相走貶影響，新台幣兌美元匯率貶破35元，收盤價為35.174元兌1美元，重貶2.24角，創下自1987年以來的新低價位。
- 3月3日，前總統陳水扁涉及國務機要費案、扁家洗錢疑案等重大弊案遭羈押期限屆滿，台北地方法院駁回其提出之撤銷羈押聲請，同時裁定自3月26日起再延押2個月。
- 3月3日，石門水庫水位持續下降，經濟部水利署宣布自5日起桃園縣全縣、臺北縣林口鄉、新竹縣湖口鄉與新豐鄉進入第二階段限水。
- 3月4日，世界棒球經典賽國手鄭凱文正式加盟日本職棒阪神虎隊，成為第三位加盟該隊的台灣球員，阪神虎成為首支同時擁有三名台灣球員的日本職棒隊伍。
- 3月5日，政府研議的整併DRAM產業方案正式出爐，將由聯電榮譽副董事長宣明智擔任召集人，籌設台灣記憶體公司，政府持股將低於5成，並預定六個月內完成整併。
- 3月6日，世界棒球經典賽A組預賽，台灣首戰南韓，以0:9敗北，將於7日中午出戰中國，爭取進入敗部冠軍戰。
- 3月7日，世界棒球經典賽A組預賽，台灣於敗組賽出戰中國，以1:4敗北，成為本屆賽事首支遭到淘汰的隊伍，且為國際賽對中國的二連敗。
- 3月14日，苗栗縣第一選區立委補選舉行投開票，以無黨籍參選的時任竹南鎮長康世儒以一千餘票的差距擊敗國民黨候選人陳鑾英獲得當選。
- 3月21日，國道六號東草屯－愛蘭段正式通車，象徵國道六號全線通車，但國姓交流道暫不開放。
- 3月23日，前行政院新聞局駐多倫多新聞組長郭冠英接受媒體專訪時坦承其本人即「范蘭欽」，新聞局決議對其記兩大過並予以免職。
- 3月23日，行政院主計處公布上月失業率為5.75%，失業人數約62.4萬人，雙雙再創歷史新高。
- 3月28日，台北市第六選區立委補選結果出爐，以時任台北市議員身分參選的國民黨籍候選人蔣乃辛獲得當選。

### 4月
- 4月1日，教育部「大專畢業生至企業職場實習方案」（俗稱22k）開始實施。
- 4月3日，立法院三讀通過地方制度法部分條文修正案，賦予縣市合併升格為直轄市之法源依據。
- 4月6日，知名歌手阿桑因乳癌病逝於新店慈濟醫院，享年34歲。
- 4月6日，高雄籍漁船穩發161號於塞席爾群島外海遭海盜挾持，船上共有30名船員，其中兩人為台灣籍。
- 4月8日，旅美棒球選手王建民本季首次先發出戰巴爾的摩金鶯，投3.2局，被擊出9支安打，失7分全為責失，洋基終場以5:7敗北，王建民吞下本季首敗。
- 4月14日，全球最大信用評等公司標準普爾將台灣主權評等展望由穩定調降為「負向」，理由為政府負債過高，金融業表現不佳。
- 4月18日，37名中國旅客連同領隊搭乘廈門航空瀋陽－松山班機欲來台旅遊，但未申請入台證企圖闖關，移民署拒絕該團入境並將其原機遣返。
- 4月22日，行政院主計處公布上月失業率為5.81%，失業人數為63萬人，續創歷史新高。
- 4月24日，一個來自中國廣東省的25人旅遊團，下午搭乘遊覽車行經台北市信義計畫區市府轉運站工地附近時，工地一座起重機吊臂從37樓高空墜落並砸中遊覽車尾部，造成3死、2傷。
- 4月25日，行政院政务委员朱雲鵬因被媒體報導於上班時間偕同女友出遊，請辭獲准。
- 4月26日，海基會董事長江丙坤與中國大陸海協會會長陳雲林在南京舉行第三次會談，雙方就兩岸空中定期航班、金融合作、共同打擊犯罪及司法互助達成三項協議。
- 4月28日，立法院三讀通過《菸酒稅法》部分條文修正案，蒸餾酒類每公升按酒精成分每度徵收2.5元，並通過附帶決議，米酒價格將從現行每瓶180元降至不得超過50元。
- 4月28日，由於H1N1新型流感疫情持續向世界各國蔓延，劉兆玄內閣宣布成立中央流行疫情指揮中心，衛生署疾病管制局宣布29日起自美加返台班機實施登機檢疫，外交部宣布將墨西哥旅遊警示等級提升為紅色警戒。

### 5月
- 5月7日，財政部統計處公布4月份海關進出口概況；其中，出口值為148.5億美元，較去年同期減少34.3%，也較今年3月減少4.8％。
- 5月10日，衛生署疾病管制局原於凌晨零時宣布一對自美國返台的母女確定罹患H1N1新型流感，但在兩個小時後又宣布兩人僅是罹患一般流感。
- 5月17日，民主進步黨與多個民間本土社團於台北、高雄同步舉行嗆馬保台大遊行，表達對馬英九政府兩岸、經濟、人權政策的不滿，合計約有30萬人參與。
- 5月18日，衛生署長葉金川率領中華台北代表團，以觀察員身分參加在瑞士日內瓦召開的第62屆世界衛生大會，這是中華民國睽違38年後首次參加聯合國外圍組織的活動。
- 5月19日，瑞士洛桑管理學院發表2009年世界競爭力排名，在57個受評比經濟體中，台灣由去年的13名大幅滑落至23名，且總體經濟表現、企業經營效率、政府效能、基礎建設四項指標全數退步。
- 5月20日，衛生署疾病管制局宣布台灣出現首例H1N1新型流感確診病例，患者為一名52歲的外籍船醫。
- 5月21日，行政院主計處公布今年第一季經濟成長率為-10.24%，出口值衰退36.65%，並將今年經濟成長率預測值下修為-4.25%，均創下歷史新低。
- 5月25日，衛生署疾病管制局宣布台灣再新增三名H1N1新型流感確診病例，總病例數達到九例，且出現首例境內感染確診病例，國內防疫等級提升為第三級。
- 5月26日，馬英九總統伉儷率領158人訪問團，傍晚自桃園國際機場出發訪問薩爾瓦多、貝里斯、瓜地馬拉等中美洲友邦，展開為期10天的「久睦之旅」，並將在美國洛杉磯、西雅圖過境。
- 5月28日，國際特赦組織發表2009年世界人權報告，指出台灣持續以法律限制言論及集會自由，並指出由於法官無法及時簽發保護令，使家庭暴力防治法無法對被害人提供有效保護。

### 6月
- 6月2日，2009年台北國際電腦展自本日起連續五天在台北世界貿易中心展覽一館、展覽三館、南港展覽館及台北國際會議中心同步登場，共有1,712家廠商參展。
- 6月5日，高雄捷運「公開辦理六標」弊案，高雄高分院二審宣判，認定不適用政府採購法，前工務局長吳孟德改依背信罪判處有期徒刑一年六月並減刑為九月，前捷運局長周禮良等六人獲判無罪。
- 6月10日，馬英九總統與國民黨主席吳伯雄共同召開記者會，正式宣佈馬英九總統將回鍋參選下屆黨主席選舉。
- 6月11日，行政院院會通過《所得稅法》修正草案，取消軍人及國中小教職人員薪資所得免稅的規定，預計最快將在民國99年元旦起實施，估計影響約卅五萬人。
- 6月12日，攸關國內再生能源產業發展的《再生能源發展條例》，正式在立法院院會中三讀通過。
- 6月15日，於中國廣東省東莞市設廠投資的台商林玉騰、邵正吉甥舅遭員工殺害，凶嫌已遭當地公安逮捕。根據海基會統計，自1991年至今已有102名台商於中國大陸遇害。
- 6月17日，衛生署公布2008年十大死因排行榜，癌症連續27年名列榜首，排名第四及第九的肺炎及自殺標準化死亡率均較前年增加，其餘均減少。
- 6月19日，中央氣象局於晚間8時30分發布輕度颱風蓮花的海上颱風警報，警戒區域為台灣海峽南部、巴士海峽及東沙島海面。
- 6月20日，中央氣象局於晚間11時30分發布輕度颱風蓮花的海上陸上颱風警報，陸上警戒區域為澎湖、金門，海上警戒區域為台灣海峽、巴士海峽及東沙島海面。
- 6月22日，中央氣象局於上午8時30分解除輕度颱風蓮花的海上陸上颱風警報。
- 6月22日，行政院主計處公布上月失業率為5.82%，失業人數為63.3萬人，雙雙再創歷史新高。
- 6月23日，共11個縣市提出的4件縣市合併升格改制案、3件縣升格改制案，內政部於晚間公佈審核結果，台中縣市、高雄縣市、臺北縣等5個縣市獲得通過，桃園縣、彰化縣、雲林縣、嘉義縣等4個縣遭到駁回；台南縣市則因審查小組無法形成共識，將報行政院核定。
- 6月27日，第20屆金曲獎流行音樂類頒獎典禮於台北小巨蛋舉行。
- 6月27日，旅美棒球選手倪福德獲得球團通知升上美國職棒大聯盟，成為首位登上大聯盟的中華職棒本土球員。
- 6月29日，行政院通過臺北縣、臺中縣市、臺南縣市、高雄縣市升格為直轄市案。
- 6月29日，國民黨立委張碩文賄選案，台南高分院維持一審當選無效判決，全案定讞，其遺缺將於9月30日前舉行補選。

### 7月
- 7月4日，經過七年的籌建，台北捷運內湖線正式通車，並與木柵線直通營運，成為全世界最長中運量膠輪系統。
- 7月15日，空軍一架F5-F雙座戰鬥機，於澎湖附近海域實施低空炸射訓練時不幸失速墜海，已尋獲部份殘骸，正駕駛中尉黃挺瑜、副駕駛中校張良元殉職。
- 7月16日，中央氣象局於晚間20時30分發布輕度颱風莫拉菲的海上颱風警報，警戒區域為巴士海峽、東沙島海面及台灣海峽南部。
- 7月16日，2009年世界運動會晚間於高雄市正式開幕，計有105個國家及地區、約5,000名選手參與本屆賽事。
- 7月22日，行政院主計處公布上月失業率為5.94%，失業人數達64.7萬人，雙雙再創歷史新高。
- 7月26日，2009年世界運動會晚間於高雄市正式閉幕，台灣選手在本屆賽事中總計獲得8金、9銀、7銅，在所有參賽國家中名列第七，創下參賽以來最佳成績。
- 7月31日，由台北市長郝龍斌等八名泛藍縣市長以教育部禁止地方政府採行一綱一本政策，違反地方自治等事項為由所提出之釋憲案，遭司法院大法官裁定駁回。

### 8月
- 8月4日，衛生署長葉金川請辭獲准，將投入年底花蓮縣長選舉。
- 8月4日，繼桃園縣、馬祖之後，經濟部水利署宣布基隆市、台南縣市、澎湖縣亦進入第一階段夜間減壓供水之限水措施。
- 8月6日，中央氣象局於下午2時30分發布中度颱風莫拉克的陸上颱風警報，警戒區域為台灣全島及綠島、蘭嶼、澎湖。
- 8月8日－8月10日，因中度颱風莫拉克及其外圍環流影響，南台灣與台東縣等地降雨量達到近五十年首見，中央氣象局的資料顯示這兩天的雨量就超過了過去該地區一年的份量，因此造成該地區的大洪水。
- 8月11日，莫拉克颱風期間，內政部空勤總隊飛行員張順發、王宗立、機工長黃鎂智，執行屏東縣霧台鄉伊拉社區之搜救運補任務時墜機殉職。

### 9月
- 9月5日－9月15日： 第二十一屆夏季聽障奧林匹克運動會舉行，主辦城市為臺北市，部份賽事在臺北縣（今新北市）、新竹縣及桃園縣（今桃園市）舉行。
- 9月26日：舉行澎湖縣博弈公投。

### 10月
10月26日2009年中華職棒假球事件

### 11月
11月10日，台74甲線與台14線立體交叉工程正式動工。

### 12月
- 12月22日，第四次江陳會，進行兩岸簽訂ECFA的談判。
- 12月28日，台江國家公園正式成立。

## 節日與主題

### 1月
- 1月1日：元旦、中華民國開國紀念日、台北101跨年煙火表演
- 1月11日：《菸害防制法》新法正式實施
- 1月13日：立法院第七屆第二會期結束
- 1月18日：消費券第一階段發放
- 1月20日：小學、國中、高中97學年度第一學期結束，寒假開始
- 1月21日─1月22日：九十八學年度學科能力測驗
- 1月24日─2月1日：農曆新年連續假期
- 1月25日：除夕
- 1月26日：春節
- 1月30日：開市日
- 1月31日─2月1日：第13屆開拓動漫祭

### 2月
- 2月4日─2月9日：第十七屆台北國際書展
- 2月7日：消費券第二階段發放開始
- 2月4日─2月8日：第21屆台灣同人誌販售會
- 2月9日：元宵節
- 2月9日─2月22日：第20屆台灣燈會
- 2月14日：西洋情人節
- 2月11日：國小、國中、高中職寒假結束，97學年度第二學期開始
- 2月12日─2月16日：台北國際電玩展
- 2月20日：立法院第七屆第三會期開始
- 2月28日：和平紀念日

### 3月
- 3月5日－3月9日：世界棒球經典賽A組預賽
- 3月14日：苗栗縣第一選區立法委員補選
- 3月21日－3月29日：大甲媽祖遶境進香活動
- 3月28日：台北市第六選區立法委員補選
- 3月29日：青年節

### 4月
- 4月3日─4月5日：2009年春天吶喊
- 4月4日：清明節
- 4月4日：墾丁春浪音樂節
- 4月18日－5月17日：客家桐花祭
- 4月30日：消費券第二階段發放結束

### 5月
- 5月1日：勞動節
- 5月1日－6月1日：綜合所得稅、房屋稅繳納期間
- 5月2日：佛陀誕辰紀念日
- 5月10日：母親節
- 5月17日：517嗆馬保台大遊行
- 5月17日─5月18日：四技二專統一入學測驗
- 5月23日─5月24日：第1次國中基本學力測驗
- 5月28日：端午節

### 6月
- 6月2日－6月6日：台北國際電腦展
- 6月6日：第20屆金曲獎傳統暨藝術音樂類頒獎典禮
- 6月16日：立法院第七屆第三會期結束
- 6月27日：第20屆金曲獎流行音樂類頒獎典禮

### 7月
- 7月1日：小學、國中、高中97學年度第二學期結束，暑假開始
- 7月1日－7月3日：九十八年度指定科目考試
- 7月4日：台北捷運內湖線通車營運
- 7月9日－7月11日：公務人員高等考試
- 7月10日－7月12日：貢寮國際海洋音樂祭
- 7月11日─7月12日：第2次國中基本學力測驗
- 7月12日－7月13日：公務人員普通考試
- 7月16日－7月26日：第八屆世界運動會
- 7月25日─7月26日：第14屆開拓動漫祭
- 7月30日─8月3日：2009年台北電腦應用展

### 8月
- 8月8日─8月9日：第22屆台灣同人誌販售會
- 8月14日：第33屆金鼎獎
- 8月20日－9月18日：己丑年雞籠中元祭
- 8月26日：七夕
- 8月31日：小學、國中、高中暑假結束，98學年度第一學期開始

### 9月
- 9月3日：中元節
- 9月3日：軍人節
- 9月5日－15日：第二十一屆夏季聽障奧林匹克運動會
- 9月21日：防災日
- 9月28日：教師節

### 10月
- 10月3日：中秋節
- 10月10日：中華民國國慶日、國慶煙火
- 10月25日：臺灣光復節

### 11月
- 11月12日：國父誕辰紀念日
- 11月28日：第46屆金馬獎
- 11月28日－12月6日：98年資訊月

### 12月
- 12月5日：2009年中華民國地方公職人員選舉
- 12月5日：2009年南投縣第一選舉區立法委員缺額補選
- 12月12日─12月13日：第23屆台灣同人誌販售會
- 12月19日:晚間9:02分，在花蓮外海發生規模6.8強震。
- 12月25日：行憲紀念日、聖誕節
- 12月26日－12月28日：地方政府特考
- 12月31日：全台各地跨年活動

## 出生
参见： 2009年出生
- 2月13日——麥海淇：演員。
- 3月28日——蔡承融：超級紅人榜參賽者。
- 5月23日——何承蔚：演員。
- 7月3日——白潤音：演員，是白小櫻之弟。
- 8月6日——朱宥丞：演員。
- 11月27日——妞妞：YouTube網紅。
- 12月2日——夏天：通告藝人，是黃嘉千獨生女。
- 12月7日——王宥謙：演員。
- 12月22日——葛璦：演員。

## 逝世
- 1月1日——金玫，台灣電影演員。
- 1月4日——謝月霞，台灣影視演員。
- 1月22日——黃越欽，台灣法學學者。
- 1月29日：阿匹婆，90歲，藝人。
- 2月1日：包德明，103歲，教育家。
- 2月3日：蔡章獻，87歲，天文學者。
- 2月3日：釋聖嚴，80歲，法鼓山創辦人。
- 2月3日：徐亨，96歲，運動員、政治家。
- 2月20日——傅禎彝，台灣輔導老師、義工，是中華民國空軍第一批儲訓的女飛行員。
- 3月2日——王聰松，台灣政治人物。
- 3月7日——釋懺雲，台灣佛教出家眾，是蓮因寺創始人。
- 3月17日：葉由根，98歲，天主教神父。
- 3月24日——汪能安，台灣軍事人物。
- 3月25日：曹又方，67歲，作家。
- 3月28日——洪伯文，台灣生物化學家。
- 3月31日——許登源，台灣保釣運動人士。
- 4月6日：阿桑，34歲，歌手。
- 4月20日——丘昭蓉，緬甸華僑，是長年投身於東台灣醫療服務的女醫師。
- 4月29日：丁原進，70歲，前警政署署長。
- 5月5日——高信疆，台灣作家。
- 5月11日：劉玉璞，46歲，演員。
- 5月13日——蘇寅嬌，台灣慰安婦。
- 5月14日——黃俊，台灣電影演員。
- 6月2日：儀銘，78歲，演員。
- 7月2日——陳守山，台灣軍事人物，是首位晉升上將的台灣人。
- 7月15日：張良元，43歲，空軍中校飛行員。
- 7月15日：黃挺瑜，26歲，空軍中尉飛行員。
- 7月20日：高信義，68歲，皮膚科醫師，是米糠油事件吹哨者。
- 7月29日——黃坤榮，台灣工藝家。
- 8月5日：文英，73歲，演員。
- 8月11日：張順發，43歲，內政部空勤總隊飛行員。
- 8月11日：王宗立，47歲，內政部空勤總隊飛行員。
- 8月11日：黃鎂智，43歲，內政部空勤總隊機工長。
- 8月15日——顏天佑，台灣教授。
- 8月17日——王玉雲，台灣企業家、政治人物。
- 8月19日——蔡伯遜，台灣醫師。
- 8月26日——林惠官，台灣政治人物。
- 9月13日——莊亨岱，台灣警界人物，是於任內對通緝名單而創立十大槍擊要犯排名榜。
- 9月14日——陳紀宗，台灣軍事人物，是中華民國海軍首位落海殉職的艦長。
- 9月21日——陳天機，台灣醫師。
- 10月27日——張文獻，台灣企業家、政治人物，是台中客運、卡多里樂園、軍公教合作社創辦人。
- 11月1日——賴孫德芳，台灣作曲家，是賴名湯之妻。
- 11月8日——李昆霖，台灣畫家。
- 11月22日——丁善璽，台灣電影導演、編劇。
- 12月3日——李中和，台灣作曲家、音樂教師。
- 12月17日——劉貴立，台灣軍事人物，是中華民國空軍末任的總司令。
- 12月27日——張春熙，台灣政治人物，是基隆第五中學（今基隆市中正國中）創辦人。
- 12月27日——林蔚伶，台灣作家、舞台劇演員。

## 資料來源
1. ↑  工務處土木工程科. . 彰化縣政府全球資訊網. 彰化縣政府. 2009-11-10  [2023-03-13]. （原始内容存档于2023-03-12） （中文（臺灣））.
2. ↑  第二區養護工程處彰化工務段 曾文永.  (PDF). 公路通訊 第1版 (交通部公路總局). 2009-12-16, (第290期)  [2023-03-13] （中文（臺灣））.
3. ↑  湯世名. . 自由時報電子報 (自由時報). 2009-11-11  [2023-03-13]. （原始内容存档于2023-03-12） （中文（臺灣））.